# CFR Cluj II
Fotbal Club CFR 1907 II Cluj, cunoscută sub numele de CFR II Cluj, scris și CFR 2 Cluj, este echipa secundă de fotbal a clubului de primă ligă, CFR Cluj. Ea evoluează în prezent în Liga a IV-a Cluj.

## Istorie
Echipa a fost fondată în vara anului 1941 și a evoluat în sezonul 1941-1942 al ligii a 4-a maghiare, în Seria Cluj, unde a ocupat la final locul 5 din 10 echipe. În sezonul următor a terminat pe locul 9 din 12 echipe. În sezonul 1943-44, după o reorganizare a sistemului competițional, a participat în liga a 3-a maghiară și a ocupat locul 11 din 14 echipe.
În a fost reînființată în 2007 și înscrisă în Liga a III-a, unde a jucat 2 sezoane, dar a fost desființată după doar doi ani, în 2009. Echipa a jucat un sezon în Liga a III-a în sezonul 2008–2009, unde la final a ocupat locul 3.
A fost reînființată în vara anului 2011 și a jucat în Liga a III-a și Liga a IV-a, dar pentru o perioadă scurtă, echipa fiind desființată din nou în 2013.
În sezonul 2017-2018 a fost reînscris în liga a III-a și a terminat pe locul 8, la fel și în sezonul următor, dar cu un punctaj mai bun 46 față de doar 44 în sezonul precedent. Sezonul 2019-2020 l-a terminat pe 13.
Echipa a fost reînființată în 2021. În sezonul 2021-2022, echipa a ocupat locul 7 în Liga a III-a seria 10, locul 8 in sezonul 2022-2023.

## Parcursul pe sezoane
| Sezon   | Eșalon       | Divizia            | Loc          | Note         | Cupa României |              |
| ------- | ------------ | ------------------ | ------------ | ------------ | ------------- | ------------ |
| 2022–23 | 3            | Liga III (Seria X) | 9            | Retrogradat  |               |              |
| 2021–22 | 3            | Liga III (Seria X) | 7            |              |               |              |
| 2020–21 | Nu a activat | Nu a activat       | Nu a activat | Nu a activat | Nu a activat  | Nu a activat |
| 2019–20 | 3            | Liga III (Seria V) | 13           | Retrogradat  |               |              |
| 2018–19 | 3            | Liga III (Seria V) | 8            |              |               |              |
| 2017–18 | 3            | Liga III (Seria V) | 8            |              |               |              |
| 2014–17 | Nu a activat | Nu a activat       | Nu a activat | Nu a activat | Nu a activat  | Nu a activat |

| Sezon   | Eșalon       | Divizia             | Loc          | Note         | Cupa României |              |
| ------- | ------------ | ------------------- | ------------ | ------------ | ------------- | ------------ |
| 2013–14 | 4            | Liga IV (CJ)        | 11           | Retras       |               |              |
| 2012–13 | 4            | Liga IV (CJ)        | 2            |              |               |              |
| 2011–12 | 3            | Liga III (Seria VI) | 10           | Retrogradat  |               |              |
| 2009–11 | Nu a activat | Nu a activat        | Nu a activat | Nu a activat | Nu a activat  | Nu a activat |
| 2008–09 | 3            | Liga III (Seria VI) | 3            |              | Runda de 32   |              |
| 2007–08 | 4            | Liga IV (CJ)        | 1 (C)        | Promovat     |               |              |

## Palmares
| Competițiile din România | Competițiile din Ungaria |
| Liga a III-a * Locul 3 (1) : 2008–2009, Liga a IV-a Cluj Campioni (1): 2007–08 Vicecampioni (1): 2012–13 Cupa României – Faza Județeană Cluj Câștigătoare (1): 2008-2009 | Nemzeti Bajnokság III/Liga III-a maghiară * Locul 11 (1) : 1943-44 Nemzeti Bajnokság IV/Liga IV-a maghiară * Locul 5 (1) : 1941-1942 |

## Stadion

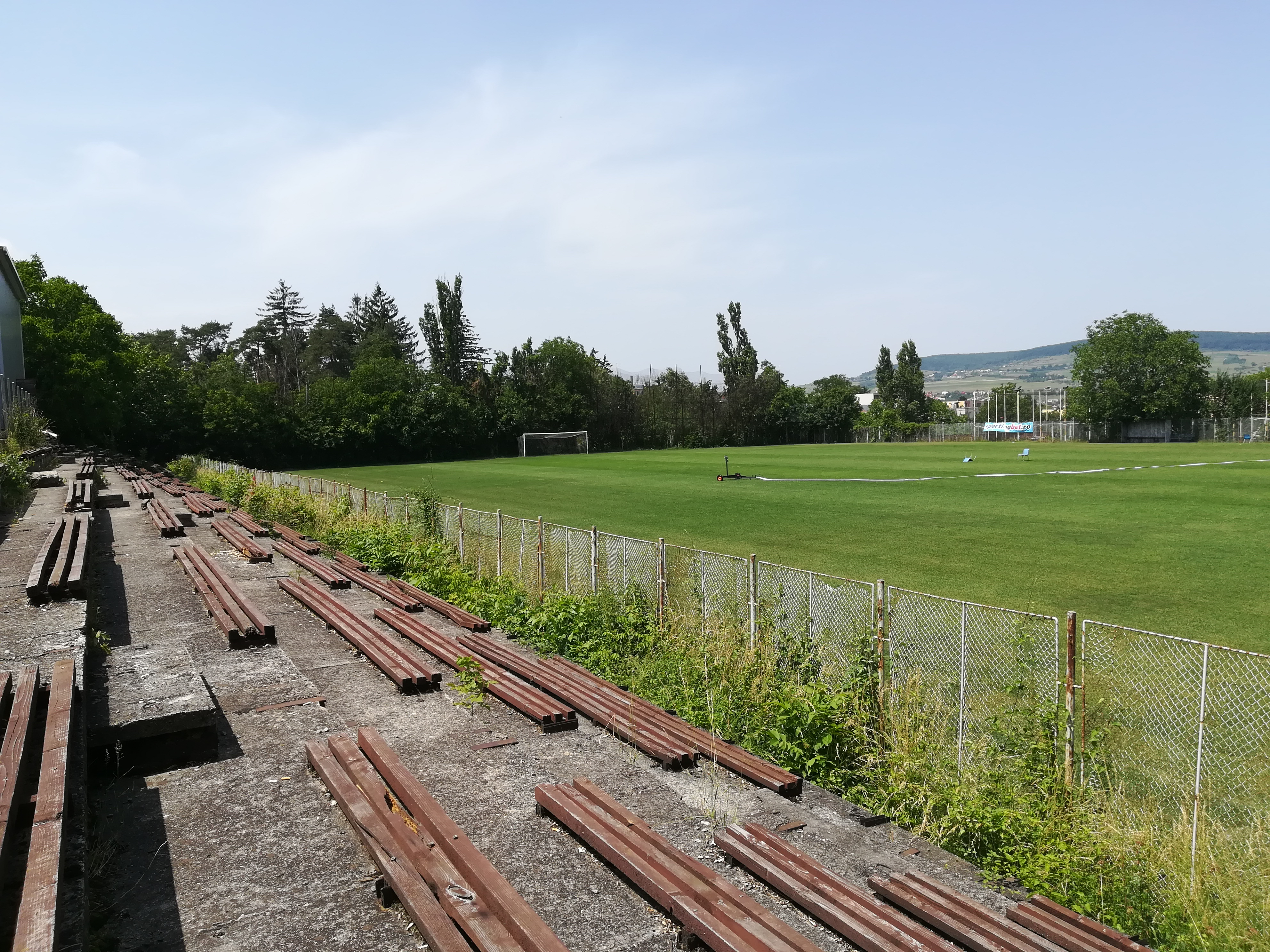
Stadionul CMC

Stadionul CMC, cunoscut și sub denumirea de Stadionul TCI, este un stadion polivalent din Cluj-Napoca, România, situat în Baza Sportivă C.M.C. Stadionul are o capacitate de 5.000 de locuri și a fost inaugurat în 1970, odată cu inaugurarea bazei sportive.
Stadionul găzduiește meciurile și antrenamentele echipelor centrului de tineret al CFR Cluj, precum si a echipei a doua a clubului CFR Cluj II, ce evolueaza in liga a treia.

## Lotul actual
Actualizat pentru sezonul 2022-23.
| Nr. |         | Poziție | Jucător           |
| --- | ------- | ------- | ----------------- |
| 1   | România | P       | Alexandru Țărmure |
| 5   | România | F       | Mihai Kereki      |
| 6   | România | F       | Paul Potra        |
| 8   | România | M       | Daniel Hetea      |
| 17  | România | M       | Adrian Pop        |
| 18  | România | M       | Antonio Giurgean  |
| 19  | România | F       | Denis Roș         |
| 72  | România | M       | Claudiu Petruș    |
| 93  | Franța  | A       | Rabbi Figueira    |
| 98  | România | P       | Dorin Farcaș      |
| —   | România | F       | Alexandru Băican  |
| —   | România | F       | Andrei Cătinaș    |

| Nr. |                            | Poziție | Jucător         |
| --- | -------------------------- | ------- | --------------- |
| —   | Mali                       | F       | Mory Konaré     |
| —   | România                    | F       | Bogdan Milandru |
| —   | România                    | F       | Cătălin Monea   |
| —   | România                    | F       | Daniel Pîrv     |
| —   | România                    | M       | Gabriel Coți    |
| —   | România                    | M       | Emanuel Dat     |
| —   | România                    | M       | Claudiu Petrila |
| —   | România                    | M       | Cosmin Sârbu    |
| —   | România                    | M       | Adrian Șter     |
| —   | Republica Populară Chineză | M       | Lü Yuefeng      |
| —   | România                    | A       | Mihai Cazan     |

## Foști jucători
| - Alin Fica - Denis Rusu - Andrei Dodi Joca - Horea Pleșa - Ionuț Nistor - Marius Lucian Simedru - Mistode Tiberiu - Alexandru Bucică - Rareș Urcan - Sorin Ghenescu - Raul Haiduc | - Vital Ali Quedraogo - Kevin Bakare - Abdoulaye Niakate - Mustapha Jah - Gheorghe Gondiu |

## Foști antrenori
- Sorin Oncică (2007–2008)
- Alin Minteuan (2018–2019, 2021–2022)
- Nicolae Chișu